# Фининген (Рајна-Палатинат)
Фининген (њем. Vinningen) општина је у њемачкој савезној држави Рајна-Палатинат. Једно је од 84 општинска средишта округа Југозападни Палатинат. Према процјени из 2010. у општини је живјело 1.691 становника. Посједује регионалну шифру (AGS) 7340053.

## Географски и демографски подаци
Фининген се налази у савезној држави Рајна-Палатинат у округу Југозападни Палатинат. Општина се налази на надморској висини од 440 метара. Површина општине износи 12,6 km². У самом мјесту је, према процјени из 2010. године, живјело 1.691 становника. Просјечна густина становништва износи 134 становника/km².